# مجید علم‌بیگی
مجید علم‌بیگی (زاده ۱۳۴۹، تهران) بازیگر فیلم و تلویزیون اهل ایران است.

## زندگی‌نامه

### تحصیلات
- کارشناسی کارتوگرافی از دانشگاه(؟)؛ ۱۳۷۳
- گذراندن دوره بازیگری زیر نظر «حمید سمندریان»؛ ۱۳۷۰
- گذراندن دوره بازیگری در کانون تئاتر تجربی؛ ۱۳۷۰

## آثار

### سینمایی
- خاله سوسکه (۱۳۸۸)
- فریاد در شب (۱۳۸۲)
- عشق + ۲ (۱۳۷۷)
- تنها (فیلم ۱۳۷۶) (۱۳۷۶)

### تلویزیونی
- کاشانه (مجموعه تلویزیونی)
- آوایی در گلستان
- توپ گرد
- برای آخرین بار (مجموعه تلویزیونی ۱۳۸۴)
- قصه اسباب بازی‌ها
- مهر خاموش (مجموعه تلویزیونی ۱۳۸۱)
- کیف انگلیسی (مجموعه تلویزیونی ۱۳۷۸)

### نمایش
- بازی در نمایش «همسرایی مختار «به کارگردانی» محمود عزیزی»؛ تهران، تالار وحدت؛ ۱۳۷۱
- بازی در نمایش «آه سوسک عزیز «به کارگردانی» شارمین میمندی‌نژاد»؛ تهران، تالار مولوی؛ ۱۳۷۳
- کارگردانی و بازی در نمایش «مهمانخانه ستاره دریایی»؛ تهران، تئاترشهر، تالار اصلی؛ ۱۳۷۴
- کارگردانی نمایش «مهمانخانه ستاره دریایی «نوشته» مریم نعمت‌طاووسی»؛ تهران، تئاترشهر، تالار اصلی؛ ۱۳۷۴
- کارگردانی نمایش”ترب «نوشته» بهرام بیضایی“(به زبان آذری)؛ تهران، تالار محراب؛ ۱۳۷۷
- عروسک‌گردان در نمایش «مهر گیاه «نوشته و کارگردانی» مهران تیزکار[۱] اسلوونی، جشنواره بین الملی لوتکه ۱۳۷۷
- بازی در نمایش «بعد از محاکمه «نوشته» رضا صفوی‌نیک»؛ تهران، تماشاخانه مهر؛ ۱۳۸۴
- بازی در نمایش «خسیس «به کارگردانی» مولیر «به کارگردانی» امیر آتشانی»؛ تهران، خانه نمایش اداره تئاتر؛ ۱۳۸۴
- «آخه اینجا نزدیک‌تره به خدا» ۱۳۹۵[۲]

کارگردان و یازی در نمایش بره ناقلا